# Berneuil (Alta Vienne)
Berneuil è un comune francese di 421 abitanti situato nel dipartimento dell'Alta Vienne nella regione della Nuova Aquitania.

## Società

### Evoluzione demografica
Abitanti censiti